# Нересня
Нересня — річка в Білорусі, у Лельчицькому районі Гомельської області. Ліва притока Уборті (басейн Прип'яті).

## Опис
Довжина річки 16 км., похил річки — 0,64 м/км. Площа басейну 167 км².

## Розташування
Бере початок за 8 км на заході від села Солодубів, на північному сході від села Приболовичів. Тече переважно на південний схід і на північному сході від Милашевичів впадає у річку Уборть, праву притоку Прип'яті. Річище каналізоване і тече на заболоченій лісистій місцевості.